# Pays de Thau
 (octobre 2013).
Si vous disposez d'ouvrages ou d'articles de référence ou si vous connaissez des sites web de qualité traitant du thème abordé ici, merci de compléter l'article en donnant les références utiles à sa vérifiabilité et en les liant à la section « Notes et références ».
Le pays de Thau désigne une région naturelle de France, situé dans le département de l'Hérault entre le Montpelliérais à l'est et le Biterrois à l'ouest. Sa capitale symbolique est Sète.

## Géographie
Le pays de Thau est dominé par le Bassin de Thau. Il est délimité à l'est par la Vène et le massif de la Gardiole, au nord par la Causse d'Aumelas et les collines de la Moure, à l'ouest par le fleuve Hérault et au sud par la mer Méditerranée. C'est une région côtière très plate dont l'altitude ne dépasse que très peu les 200 mètres.
La Pays de Thau englobe les communes de Sète (chef-lieu symbolique), de Balaruc-les-Bains, de Balaruc-le-Vieux, de Gigean, de Frontignan, de Montbazin, de Poussan, de Bouzigues, de Loupian, de Mèze, de Marseillan et de Villeveyrac. Suivant les interprétations,  Mireval et Vic-la-Gardiole sont aussi dans le Pays de Thau voire les communes de Florensac, de Pinet, de Pomérols et de Montagnac.
Cette région marque la transition entre les aires urbaines de Béziers et de Montpellier. Administrativement, le territoire est partagé entre les deux arrondissements dirigés par ces deux villes.

## Économie et politique
Le pays de Thau est constitué depuis le 1er janvier 2017 d'un seul établissement public de coopération intercommunale, la communauté d'agglomération Sète Agglopôle Méditerranée anciennement nommée Thau Agglo et qui se situait côté sud, après sa fusion avec l'ancienne CCNBT qui était du côté nord de l'étang de Thau.